# Limnophora riparia
Limnophora riparia este o specie de muște din genul Limnophora, familia Muscidae. A fost descrisă pentru prima dată de Fallen în anul 1824. Conform Catalogue of Life specia Limnophora riparia nu are subspecii cunoscute.